# Nintendo New York
Nintendo World Store (також відомий як просто Nintendo World) — це флагманський спеціалізований магазин ігрової корпорації Nintendo. Розташований в Нью-Йоркському Рокфеллер-центрі, двоповерховий магазин площею 200 квадратних метрів був відкритий 14 травня 2005.
Магазин продає широкий спектр товарів і відеоігор Nintendo, одягу, обладнання та аксесуарів, в тому числі й ексклюзивних, такі як плюшевий Маріо або спеціальні керівництва до ігор, наприклад GoldenEye 007 і Super Mario Galaxy 2.
Магазин включає секції з Wii U, Nintendo 3DS і товарами серії «Покемон», які були перенесені з іншої будівлі після закриття магазину Pokémon Center.
На другому поверсі магазину розташовані кіоски з різними іграми для Wii, в які може зіграти кожен. Додатково до цього там є консолі Nintendo 3DS, призначені для гри.
Також в Nintendo World Store регулярно проводяться турніри й прем'єри нових ігор, де переможці отримують призи й нові ігри до їх офіційного релізу.
25 вересня 2005 року Сігеру Міямото відвідав Nintendo World Store в ознаменування релізу Nintendogs і двадцятирічного ювілею Super Mario Bros. Це був його перший візит в США.
10 липня 2010 року творець серії ігор Dragon Quest Юдзі Хоріі відвідав магазин під час релізу Dragon Quest IX: Sentinels of the Starry Skies.
1 листопада 2010 року магазин відкрився після тритижневої реконструкції.
Частина ремонту була присвячена до 7 листопада 2010 року, коли святкувалася річниця Super Mario Bros.
17 листопада 2012 в Nintendo World Store проводився захід, пов'язаний з релізом Wii U.